# HN Возничего
HN Возничего (лат. HN Aurigae) — одиночная переменная звезда в созвездии Возничего на расстоянии (вычисленном из значения параллакса) приблизительно 5897 световых лет (около 1808 парсеков) от Солнца. Видимая звёздная величина звезды — от +11,7m до +11,2m.

## Характеристики
HN Возничего — красный гигант, углеродная пульсирующая полуправильная переменная звезда типа SRB (SRB) спектрального класса C(N5). Радиус — около 86,87 солнечных, светимость — около 809,808 солнечных. Эффективная температура — около 3304 К.